# Paulus Hoekstra
Paulus Hoekstra (n. 30 decembrie 1944, Enschede, Țările de Jos) este un caiacist ce a reprezentat Belgia, medaliat olimpic. A participat la 3 ediții ale Jocurilor Olimpice (1964, 1968, 1976) în care a câștigat o medalie de argint.